# Stronger Than Ever
Stronger Than Ever album je sastava Grave Digger objavljen pod imenom Digger. Ovo je jedini Diggerov album. Diskografska kuća Retrospect Records objavila je 2005. novo izdanje album na CD-u. To novo izdanje smatrano je bootlegom. Treutno jedini je Grave Diggerov album koji nije objavljen na CD.

## Popis pjesama
| 1. | »Wanna Get Close«       | 4:35 |
| 2. | »Don't Leave Me Lonely« | 4:21 |
| 3. | »Stronger Than Ever«    | 4:34 |
| 4. | »Moonriders«            | 3:46 |
| 5. | »Lay It On«             | 3:04 |

| Strana B | Strana B                 | Strana B | Strana B | Strana B | Strana B | Strana B | Strana B | Strana B | Strana B |
| Br.      | Skladba                  | Trajanje |          |          |          |          |          |          |          |
| -------- | ------------------------ | -------- | -------- | -------- | -------- | -------- | -------- | -------- | -------- |
| 6.       | »I Don't Need Your Love« | 4:21     |          |          |          |          |          |          |          |
| 7.       | »Listen to the Music«    | 3:51     |          |          |          |          |          |          |          |
| 8.       | »Stay til the Morning«   | 3:53     |          |          |          |          |          |          |          |
| 9.       | »Stand Up and Rock«      | 3:59     |          |          |          |          |          |          |          |
| 10.      | »Shadows of the Past«    | 2:45     |          |          |          |          |          |          |          |
| 39:09    |                          |          |          |          |          |          |          |          |          |

## Zasluge
Grave Digger
- Chris Boltendahl – vokal
- Uwe Lulis – gitara
- C.F. Brank – bas-gitara, prateći vokal
- Albert Eckardt – bubnjevi, prateći vokal

Dodatni glazbenici
- Bodo Schopf – programiranje bubnjeva
- Mats Ulmer – klavijature
- Armin Sabol – gitara (na pjesmama 3. i 9.)

Ostalo osoblje
- Karl-U. Walterbach – izvršna produkcija
- Jo Ege – fotografije
- Mick Jackson – produkcija
- Steven Begg – grafički dizajn, fotografije
- Jan Nêmec – miks, snimanje